# Panorama (album des Cars)
Pour les articles homonymes, voir Panorama (homonymie).
Albums de The Cars
Candy-O
(1979) Shake It Up
(1981)
Panorama est le troisième album du groupe de new wave américain The Cars, sorti en 1980.
L'enregistrement fut entamé au Power Station à New York et terminé aux Cherokee Studios à Los Angeles.
L'album est certifié disque de Platine aux États-Unis.

## Face 1
1. Panorama – 5:42
2. Touch and Go (en) – 4:55
3. Gimme Some Slack – 3:32
4. Don't Tell Me No – 4:00
5. Getting Through – 2:35

## Face 2
1. Misfit Kid – 4:30
2. Down Boys – 3:09
3. You Wear Those Eyes – 4:55
4. Running to You – 3:22
5. Up and Down – 3:31

## Musiciens
- Ric Ocasek : chant, guitare rythmique
- Elliot Easton : guitare solo
- Benjamin Orr : basse, chant sur Don't Tell Me No, Down Boys, You Wear Those Eyes , Running to You
- Greg Hawkes : claviers
- David Robinson : batterie, percussions

## Certification comme disque de Platine
| Pays              | Ventes    | Certification | Date       |
| ----------------- | --------- | ------------- | ---------- |
| États-Unis (RIAA) | 1 000 000 | Platine       | 15/10/1980 |